# Cifras arábigas orientales

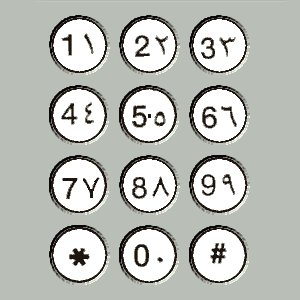
Teclado de teléfono árabe moderno con dos formas de números arábigos: números arábigos occidentales a la izquierda y números arábigos orientales a la derecha

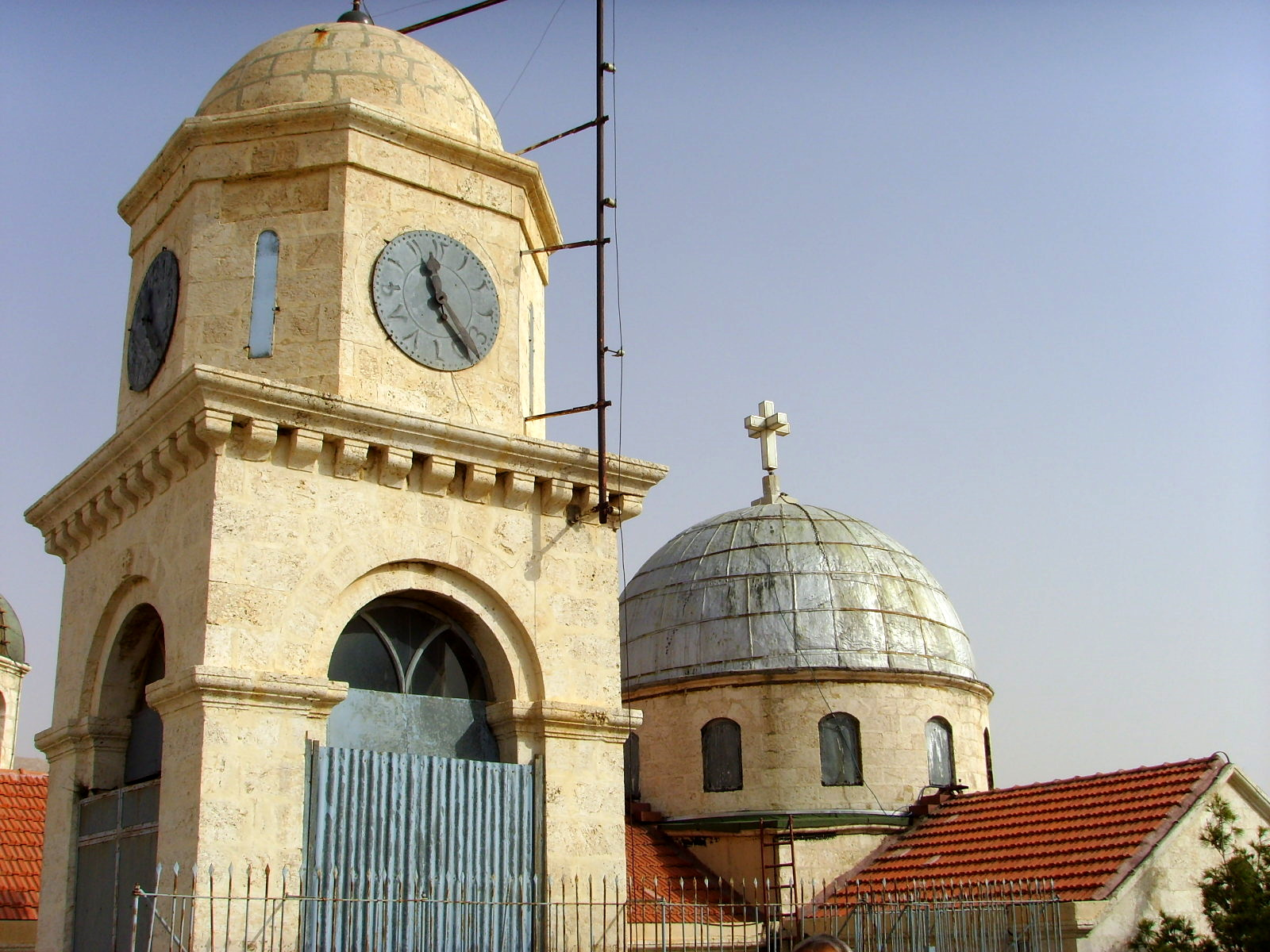
Cifras arábigas orientales en el reloj del Monasterio de Nuestra Señora de Sednaya en Siria

Las cifras arábigas orientales son los símbolos utilizados para representar dígitos numéricos (cifras) en los textos escritos en alfabeto árabe en los países del Máshrek (la parte Este del mundo árabe) así como en la meseta iraní y otras partes de Asia. Del 0 al 9 son: ٠, ١, ٢, ٣, ٤, ٥, ٦, ٧, ٨, ٩. Hay diversas variantes nacionales, en persa las cifras 4, 5 y 6 son diferentes y en urdu el 4, 5 y 7.
Las cifras arábigas orientales se escriben de izquierda a derecha, igual que las occidentales. Puesto que la escritura árabe va de derecha a izquierda esto significa que al encontrar una cifra en mitad de un texto se debe cambiar la dirección de lectura.

## Terminología
Estos números suelen conocerse como ʾarqām hindiyyah (أَرْقَام هِنْدِيَّة) en árabe. A veces también se les llama números índicos en inglés. Sin embargo, eso a veces se desaconseja, ya que puede generar confusión con las cifras índicas utilizados en las escrituras brahmicas de la India y el Sureste Asiático.

## Cifras
Cada cifra en la variante persa tiene un punto Unicode diferente, incluso si tiene forma idéntica a su contraparte del árabe oriental. Sin embargo, las variantes utilizadas con urdu, sindhi y otros idiomas del sur de Asia no están codificadas por separado de las variantes persas.
| Cifras occidentales      | 0 | 1 | 2 | 3 | 4 | 5 | 6 | 7 | 8 | 9 | 10    |
| ------------------------ | - | - | - | - | - | - | - | - | - | - | ----- |
| Árabes                   | ٠ | ١ | ٢ | ٣ | ٤ | ٥ | ٦ | ٧ | ٨ | ٩ | ١٠    |
| Persas                   | ۰ | ۱ | ۲ | ۳ | ۴ | ۵ | ۶ | ۷ | ۸ | ۹ | ۱۰    |
| Urdu                     | ۰ | ۱ | ۲ | ۳ | ۴ | ۵ | ۶ | ۷ | ۸ | ۹ | ۱ · ۰ |
| Antigua numeración abyad |   | ا | ب | ج | د | ه | و | ز | ح | ط | ي     |

En la escritura a mano las cifras pueden verse ligeramente diferentes. Por ejemplo la cifra ٢ (el 2) puede parecer una letra C alargada y la cifra ٣ (3) parecerse a ٢ (2).

### Reglas de uso
Para escribir un número que requiera varias cifras, estas se organizan con las unidades a la derecha y las cifras con valor más alto se agregan a la izquierda, es decir, de forma idéntica a la disposición utilizada para cifras arábigas occidentales a pesar de que la escritura árabe se lee de derecha a izquierda. Las columnas de números generalmente se organizan con los puntos decimales alineados.
Los signos negativos se escriben a la derecha de las magnitudes, por ejemplo −٣ (−3).
Las fracciones en línea se escriben con el numerador y el denominador a la izquierda y a la derecha de la barra oblicua respectivamente, por ejemplo, ٢/٧ (2/7).
La coma normal , o el símbolo ٫ se usa como marca decimal, como en ٣,١٤١٥٩٢٦٥٣٥٨ (3.14159265358).
La coma árabe ، o el símbolo ٬ pueden usarse como separador de miles, por ejemplo, ١،٠٠٠،٠٠٠،٠٠٠ (1,000,000,000).

## Historia

### Origen
Estas cifras provienen de un antiguo sistema de numeración indio, que se introdujo en el libro Sobre el cálculo con números hindúes escrito por el matemático e ingeniero de la Edad de Oro islámica al-Juarismi, cuyo nombre fue latinizado como Algoritmi.

### En la actualidad
Las cifras arábigas orientales siguen predominando en comparación a las occidentales en muchos países que están más al Este del mundo árabe, particularmente en Irán y Afganistán.
En el Asia arabófona, así como en Egipto y Sudán, ambos tipos de números se usan a la vez, con las cifras occidentales ganando cada vez más uso, incluso en países muy tradicionalistas como Arabia Saudita. 
En Pakistán, los números arábigos occidentales se utilizan más ampliamente de forma digital. Los números orientales continúan usándose en publicaciones y periódicos en urdu, así como en carteles.
En el Magreb, solo se usan comúnmente los números arábigos occidentales. En la época medieval, esta región usaba un conjunto ligeramente diferente (a partir del cual se derivaron las cifras arábigas occidentales).